# Thun
Thun (Thoune en francès) és un municipi del cantó de Berna (Suïssa), cap del districte de Thun.